# کشور محصور در خشکی

کشورهای محصور در خشکی: ۴۲ محصور در خشکی (سبز)، ۲ محصور در خشکی دوگانه (تمام همسایه‌های کشور نیز محصور در خشکی باشند) (بنفش)

کشور محصور در خشکی، خشکی‌بست، محاط به خشکه یا بی‌دریا به کشوری گفته می‌شود که هیچ‌گونه دسترسی به آب‌های آزاد (اقیانوس‌ها و دریاها) نداشته باشد. تعداد ۴۴ کشور جهان به همراه ۵ کشور دارای رسمیت محدود در وضعیت خشکی‌بست قرار دارند. قزاقستان وسیع‌ترین و اتیوپی پرجمعیت‌ترین کشورهای محصور در خشکی هستند.
در سال ۱۹۹۰ میلادی، تنها ۳۰ کشور محصور در خشکی در جهان وجود داشت. انحلال اتحاد جماهیر شوروی و چکسلواکی؛ تجزیه یوگسلاوی؛ همه‌پرسی استقلال اوستیای جنوبی (تا حدی به رسمیت شناخته شده)، اریتره، مونته‌نگرو، سودان جنوبی و جمهوری خلق لوهانسک (تا حدی به رسمیت شناخته شده)؛ و اعلامیه استقلال یکجانبه کوزوو (تا حدی به رسمیت شناخته شده) باعث ایجاد ۱۵ کشور محصور در خشکی جدید و ۵ کشور محصور در خشکی تا حدی به رسمیت شناخته شده گردید.
به‌طور کلی، محصور در خشکی برخی از مضرات سیاسی و اقتصادی را ایجاد می‌کند که عدم دسترسی به آب‌های بین‌المللی را باعث می‌شود. به همین دلیل، کشورهای بزرگ و کوچک در طول تاریخ انسان، حتی با هزینه‌های زیاد و خونریزی و سرمایه‌های سیاسی؛ به دنبال دسترسی به آب‌های آزاد بوده‌اند.
معایب اقتصادی محصور بودن در خشکی بسته به میزان توسعه، مسیرهای تجاری اطراف و تجارت آزاد، مانع‌های جغرافیای زبانی و سایر ملاحظات می‌تواند کاهش یا تشدید شود. 
برخی از کشورهای محصور در خشکی در اروپا ثروتمند هستند، مانند آندورا، اتریش، لیختن اشتاین، لوکزامبورگ، سن مارینو، سوئیس و واتیکان، که همه آنها، به استثنای لوکزامبورگ (یکی از اعضای مؤسس ناتو)، اغلب از مسائل سیاسی بی‌طرفی جهانی استفاده می‌کنند. با این حال، ۳۲ کشور از ۴۴ کشور محصور در خشکی، از جمله همه کشورهای محصور در خشکی در آفریقا، آسیا و آمریکای جنوبی، توسط سازمان ملل متحد به عنوان کشورهای در حال توسعه محصور در خشکی (LLDCs) طبقه‌بندی شده‌اند.
۹ کشور از ۱۲ کشوری که پایین‌ترین شاخص‌های توسعه انسانی (HDI) را دارند، محصور در خشکی هستند. هدف ابتکارات بین‌المللی کاهش نابرابری‌های ناشی از مسائلی از این قبیل است، مانند هدف ۱۰ توسعه پایدار سازمان ملل، که هدف آن کاهش چشمگیر نابرابری تا سال ۲۰۳۰ میلادی است.

## فهرست کشورهای محصور در خشکی
| کشور                                 | پهناوری (km۲)         | جمعیت                 | قاره                  | منطقه                 | کشورهای همسایه | تعداد                 |
| کشورهای محصور در خشکی                | کشورهای محصور در خشکی | کشورهای محصور در خشکی | کشورهای محصور در خشکی | کشورهای محصور در خشکی | کشورهای محصور در خشکی | کشورهای محصور در خشکی |
| ------------------------------------ | --------------------- | --------------------- | --------------------- | --------------------- | --- | --------------------- |
| افغانستان                            | ۶۵۲٬۲۳۰               | ۳۳٬۳۶۹٬۹۴۵            | آسیا                  | قلب آسیا              | چین، ایران، پاکستان، تاجیکستان، ترکمنستان و ازبکستان                                                                       | ۶                     |
| آندورا                               | ۴۶۸                   | ۸۴٬۰۸۲                | اروپا                 | جنوب اروپا            | فرانسه و اسپانیا | ۲                     |
| ارمنستان                             | ۲۹٬۷۴۳                | ۳٬۲۵۴٬۳۰۰             | آسیا                  | غرب آسیا              | جمهوری آذربایجان، گرجستان، ایران و ترکیه                                                                                   | ۴ یا ۵[c]             |
| اتریش                                | ۸۳٬۸۷۱                | ۸٬۸۲۳٬۰۵۴             | اروپا                 | اروپای مرکزی          | جمهوری چک، آلمان، مجارستان، ایتالیا، لیختن‌اشتاین، اسلواکی، اسلوونی و سوئیس                                                 | ۸                     |
| جمهوری آذربایجان[a]                  | ۸۶٬۶۰۰                | ۸٬۹۹۷٬۴۰۱             | آسیا                  | غرب آسیا              | ارمنستان، گرجستان، ایران، روسیه و ترکیه                                                                                    | ۵ یا ۶[c]             |
| بلاروس                               | ۲۰۷٬۶۰۰               | ۹٬۴۸۴٬۳۰۰             | اروپا                 | شرق اروپا             | لتونی، لیتوانی، لهستان، روسیه و اوکراین                                                                                    | ۵                     |
| بوتان (کشور)                         | ۳۸٬۳۹۴                | ۶۹۱٬۱۴۱               | آسیا                  | جنوب آسیا             | چین و هند | ۲                     |
| بولیوی                               | ۱٬۰۹۸٬۵۸۱             | ۱۰٬۹۰۷٬۷۷۸            | قاره آمریکا           | آمریکای جنوبی         | آرژانتین، برزیل، شیلی، پاراگوئه و پرو                                                                                      | ۵                     |
| بوتسوانا                             | ۵۸۲٬۰۰۰               | ۱٬۹۹۰٬۸۷۶             | آفریقا                | جنوب آفریقا           | نامیبیا، آفریقای جنوبی، زامبیا و زیمبابوه                                                                                  | ۴                     |
| بورکینافاسو                          | ۲۷۴٬۲۲۲               | ۱۵٬۷۴۶٬۲۳۲            | آفریقا                | غرب آفریقا            | بنین، ساحل عاج، غنا، مالی، نیجر و توگو                                                                                     | ۶                     |
| بوروندی                              | ۲۷٬۸۳۴                | ۱۰٬۵۵۷٬۲۵۹            | آفریقا                | شرق آفریقا            | جمهوری دموکراتیک کنگو، رواندا و تانزانیا                                                                                   | ۳                     |
| جمهوری آفریقای مرکزی                 | ۶۲۲٬۹۸۴               | ۴٬۴۲۲٬۰۰۰             | آفریقا                | مرکز آفریقا           | کامرون، چاد، کنگو، جمهوری دموکراتیک کنگو، سودان جنوبی و سودان                                                              | ۶                     |
| چاد                                  | ۱٬۲۸۴٬۰۰۰             | ۱۳٬۶۷۰٬۰۸۴            | آفریقا                | مرکز آفریقا           | کامرون، جمهوری آفریقای مرکزی، لیبی، نیجر، نیجریه و سودان                                                                   | ۶                     |
| جمهوری چک                            | ۷۸٬۸۶۷                | ۱۰٬۶۷۴٬۹۴۷            | اروپا                 | اروپای مرکزی          | اتریش، آلمان، لهستان و اسلواکی                                                                                             | ۴                     |
| اسواتینی                             | ۱۷٬۳۶۴                | ۱٬۱۸۵٬۰۰۰             | آفریقا                | جنوب آفریقا           | موزامبیک و آفریقای جنوبی                                                                                                   | ۲                     |
| اتیوپی                               | ۱٬۱۰۴٬۳۰۰             | ۱۰۱٬۸۵۳٬۲۶۸           | آفریقا                | شرق آفریقا            | جیبوتی، اریتره، کنیا، سومالی، سودان جنوبی و سودان                                                                          | ۶                     |
| مجارستان                             | ۹۳٬۰۲۸                | ۹٬۷۹۷٬۵۶۱             | اروپا                 | اروپای مرکزی          | اتریش، کرواسی، رومانی، صربستان، اسلواکی، اسلوونی و اوکراین                                                                 | ۷                     |
| قزاقستان[a]                          | ۲٬۷۲۴٬۹۰۰             | ۱۶٬۳۷۲٬۰۰۰            | آسیا                  | آسیای میانه           | چین، قرقیزستان، روسیه، ترکمنستان و ازبکستان                                                                                | ۵                     |
| قرقیزستان                            | ۱۹۹٬۹۵۱               | ۵٬۴۸۲٬۰۰۰             | آسیا                  | آسیای میانه           | چین، قزاقستان، تاجیکستان و ازبکستان                                                                                        | ۴                     |
| لائوس                                | ۲۳۶٬۸۰۰               | ۷٬۱۲۳٬۲۰۵             | آسیا                  | جنوب شرق آسیا         | کامبوج، چین، میانمار، تایلند و ویتنام                                                                                      | ۵                     |
| لسوتو[d]                             | ۳۰٬۳۵۵                | ۲٬۰۶۷٬۰۰۰             | آفریقا                | جنوب آفریقا           | آفریقای جنوبی | ۱                     |
| لیختن‌اشتاین                          | ۱۶۰                   | ۳۵٬۷۸۹                | اروپا                 | اروپای مرکزی          | اتریش و سوئیس | ۲                     |
| لوکزامبورگ                           | ۲٬۵۸۶                 | ۵۰۲٬۲۰۲               | اروپا                 | اروپای مرکزی          | بلژیک، فرانسه و آلمان | ۳                     |
| مالاوی                               | ۱۱۸٬۴۸۴               | ۱۵٬۰۲۸٬۷۵۷            | آفریقا                | شرق آفریقا            | موزامبیک، تانزانیا و زامبیا                                                                                                | ۳                     |
| مالی                                 | ۱٬۲۴۰٬۱۹۲             | ۱۴٬۵۱۷٬۱۷۶            | آفریقا                | غرب آفریقا            | الجزایر، بورکینافاسو، ساحل عاج، گینه، موریتانی، نیجر و سنگال                                                               | ۷                     |
| مولدووا                              | ۳۳٬۸۴۶                | ۳٬۵۵۹٬۵۰۰             | اروپا                 | شرق اروپا             | رومانی، ترانس‌نیستریا[c] و اوکراین                                                                                          | ۲ یا ۳[c]             |
| مغولستان                             | ۱٬۵۶۶٬۵۰۰             | ۲٬۸۹۲٬۸۷۶             | آسیا                  | شرق آسیا              | چین و روسیه | ۲                     |
| نپال                                 | ۱۴۷٬۱۸۱               | ۲۶٬۴۹۴٬۵۰۴            | آسیا                  | جنوب آسیا             | چین و هند | ۲                     |
| نیجر                                 | ۱٬۲۶۷٬۰۰۰             | ۱۵٬۳۰۶٬۲۵۲            | آفریقا                | غرب آفریقا            | الجزایر، بنین، بورکینافاسو، چاد، لیبی، مالی و نیجریه                                                                       | ۷                     |
| مقدونیه شمالی                        | ۲۵٬۷۱۳                | ۲٬۱۱۴٬۵۵۰             | اروپا                 | جنوب اروپا            | آلبانی، بلغارستان، یونان، کوزوو[c] و صربستان                                                                               | ۴ یا ۵[c]             |
| پاراگوئه                             | ۴۰۶٬۷۵۲               | ۶٬۳۴۹٬۰۰۰             | آمریکا                | آمریکای جنوبی         | آرژانتین، بولیوی و برزیل                                                                                                   | ۳                     |
| رواندا                               | ۲۶٬۳۳۸                | ۱۰٬۷۴۶٬۳۱۱            | آفریقا                | شرق آفریقا            | بوروندی، جمهوری دموکراتیک کنگو، تانزانیا و اوگاندا                                                                         | ۴                     |
| سان مارینو[d]                        | ۶۱                    | ۳۱٬۷۱۶                | اروپا                 | جنوب اروپا            | ایتالیا | ۱                     |
| صربستان                              | ۸۸٬۳۶۱                | ۷٬۳۰۶٬۶۷۷             | اروپا                 | جنوب اروپا            | آلبانی (از طریق کوزوو و متوهیا)، بوسنی و هرزگوین، بلغارستان، کرواسی، مجارستان، کوزوو[c]، مونته‌نگرو، مقدونیه شمالی و رومانی | ۸                     |
| اسلواکی                              | ۴۹٬۰۳۵                | ۵٬۴۲۹٬۷۶۳             | اروپا                 | اروپای مرکزی          | اتریش، جمهوری چک، مجارستان، لهستان و اوکراین                                                                               | ۵                     |
| سودان جنوبی                          | ۶۱۹٬۷۴۵               | ۸٬۲۶۰٬۴۹۰             | آفریقا                | شرق آفریقا            | جمهوری آفریقای مرکزی، جمهوری دموکراتیک کنگو، اتیوپی، کنیا، سودان و اوگاندا                                                 | ۶                     |
| سوئیس                                | ۴۱٬۲۸۴                | ۸٬۴۰۱٬۱۲۰             | اروپا                 | اروپای مرکزی          | اتریش، فرانسه، آلمان، ایتالیا و لیختن‌اشتاین                                                                                | ۵                     |
| تاجیکستان                            | ۱۴۳٬۱۰۰               | ۷٬۳۴۹٬۱۴۵             | آسیا                  | آسیای میانه           | افغانستان، چین، قرقیزستان و ازبکستان                                                                                       | ۴                     |
| ترکمنستان[a]                         | ۴۸۸٬۱۰۰               | ۵٬۱۱۰٬۰۰۰             | آسیا                  | آسیای میانه           | افغانستان، ایران، قزاقستان و ازبکستان                                                                                      | ۴                     |
| اوگاندا                              | ۲۴۱٬۰۳۸               | ۴۰٬۳۲۲٬۷۶۸            | آفریقا                | شرق آفریقا            | جمهوری دموکراتیک کنگو، کنیا، رواندا، سودان جنوبی و تانزانیا                                                                | ۵                     |
| ازبکستان                             | ۴۴۹٬۱۰۰               | ۳۲٬۶۰۶٬۰۰۷            | آسیا                  | آسیای میانه           | افغانستان، قزاقستان، قرقیزستان، تاجیکستان و ترکمنستان                                                                      | ۵                     |
| واتیکان[d]                           | ۰٫۴۴                  | ۸۲۶                   | اروپا                 | جنوب اروپا            | ایتالیا | ۱                     |
| زامبیا                               | ۷۵۲٬۶۱۲               | ۱۲٬۹۳۵٬۰۰۰            | آفریقا                | شرق آفریقا            | آنگولا، بوتسوانا، جمهوری دموکراتیک کنگو، مالاوی، موزامبیک، نامیبیا، تانزانیا و زیمبابوه                                    | ۸                     |
| زیمبابوه                             | ۳۹۰٬۷۵۷               | ۱۲٬۵۲۱٬۰۰۰            | آفریقا                | شرق آفریقا            | بوتسوانا، موزامبیک، آفریقای جنوبی و زامبیا                                                                                 | ۴                     |
| کشورهای محصور در خشکی با رسمیت محدود |                       |                       |                       |                       | |                       |
| جمهوری آرتساخ[c]                     | ۱۱٬۴۵۸                | ۱۴۶٬۶۰۰               | آسیا                  | غرب آسیا              | ارمنستان و جمهوری آذربایجان                                                                                                | ۲                     |
| کوزوو[c]                             | ۱۰٬۹۰۸                | ۱٬۸۰۴٬۸۳۸             | اروپا                 | جنوب اروپا            | آلبانی، مونته‌نگرو، مقدونیه شمالی و صربستان                                                                                 | ۴                     |
| اوستیای جنوبی[c]                     | ۳٬۹۰۰                 | ۷۲٬۰۰۰                | آسیا                  | غرب آسیا              | گرجستان و روسیه | ۲                     |
| ترانس‌نیستریا[c]                      | ۴٬۱۶۳                 | ۵۰۵٬۱۵۳               | اروپا                 | شرق اروپا             | مولداوی و اوکراین | ۲                     |
| کرانه باختری[b][e]                   | ۵٬۶۵۵                 | ۲٬۸۶۲٬۴۸۵             | آسیا                  | غرب آسیا              | اسرائیل و اردن | ۲                     |
| کل                                   | ۱۴٬۷۷۶٬۲۲۸            | ۴۷۵٬۸۱۸٬۷۳۷           | —                     | —                     | — | —                     |
| درصد از جهان                         | ۱۱٫۴٪                 | ۶٫۹٪                  | —                     | —                     | — | —                     |

a  در دریای خزر دارای ساحل است
b  در دریای مرده دارای ساحل است
c  کاملاً به رسمیت شناخته نشده است
d  فقط توسط یک کشور محصور در خشکی شده است
e  بخشی از دولت فلسطین

## کشورهای محصور دوگانه در خشکی
دو کشور لیختن‌اشتاین و ازبکستان محصور دوگانه در خشکی هستند یعنی تمامی همسایگان آن‌ها نیز کشورهای محاط در خشکی هستند.